# 388 Arletta Avenue
388 Arletta Avenue é um filme de terror e suspense canadense, dirigido por Randall Cole em 2011.